# M/V Stena Paris
M/V Stena Paris je handymax tanker (Tanker po AIS-u, Crude Oil Tanker, tip handymax tanker for oil) hrvatske proizvodnje. Izgrađen je u Brodosplitu. IMO broj mu je 9299123. MMSI broj je 310486000. Plovi pod bermudskom zastavom. Matična mu je luka Hamilton (Bermudi). Pozivni znak je ZCDP9.
Dio serije Brodosplitovih tankera koji mogu prevesti teret teži od 65.000 tona i ploviti po zaleđenom moru, klasa 1B). Dizajnom udovoljavaju najvišim ekološkim i plovidbeno-sigurnosnim standardima, s dvjema odvojenim strojarnicama i 30% većim kapacitetom prijevoza tereta u odnosu na standardne tankere te veličine. Iz ove je serije M/V Stena Paris dobila nagradu za brod godine u svojoj klasi, a koju je dodijelila Kraljevska ustanova pomorskih arhitekata (Royal Institution of Naval Architects - RINA)

## Obilježja
Sagrađen kao novogradnja br. 441 za bermudskog naručitelja CM P-MAX I Limited iz Hamiltona.
Bruto-tonaže (gross tonage) je 36064 tone, a nosivosti 65125 tona (prvotno 65125) dwt, ljetni 64999). Gaz je 7,40 metara. Ukupni prostorni kapacitet je 67315m3.
Royal Institution of Naval Architects - RINA uvrstila ga je na popis značajnih brodova godine.

## Vanjske poveznice
- Brodosplit Galerija: Stena Paris (u međumrežnoj pismohrani archive.org 20. travnja 2016.)
- (engl.) MarineTraffic Stena Paris
- (engl.) Fleetmon Stena Paris
- (engl.) Vesselfinder Stena Paris